# Trànsfuga
Trànsfuga és una denominació atribuïda en política a aquells representants que, elegits en les llistes d'un partit, no abandona el càrrec després de separar-se del partit que el presentà com a candidat. Apartant-se individualment, o en grup, del criteri fixat pels òrgans competents de les formacions polítiques que els han presentat, o havent estat expulsats d'aquestes, pacten amb altres forces polítiques per a canviar o mantenir la majoria governant, o bé dificulten o fan impossible a dita majoria el govern de l'entitat.
La moral occidental castiga amb severitat el transfuguisme, encara que des del punt de vista legal és molt difícil d'impedir. Un dels casos més coneguts de transfuguisme a Espanya, els darrers anys, va ser el cas d'Eduardo Tamayo i Maria Teresa Sáez, antics militants del PSOE, que va provocar el 2003 la dissolució anticipada de l'Assemblea Legislativa de la Comunitat de Madrid.
També a l'àmbit valencià va tenir ressò el cas que va envoltar l'ex-president de la Generalitat Valenciana i ex-portaveu del govern espanyol Eduardo Zaplana, del PP, qui va arribar a l'alcaldia de Benidorm l'any 1991 gràcies al vot d'una trànsfuga del PSPV.